# زاخارو
زاخارو (Ζαχάρω) هي مدينة في إليا في مقاطعة كينتريكي إلادا في اليونان.
يبلغ عدد سكانها حوالي 5475   نسمة.